# 小林祥子
小林 祥子（こばやし さちこ、 - ）は、TBSテレビ情報制作局所属のプロデューサー。

## 略歴・人物
大阪府池田市出身。大阪教育大学教育学部附属池田小学校・附属池田中学校卒業。お茶の水女子大学文教育学部地理学科卒業。東京大学社会情報研究所（旧・新聞研究所、現・情報学環教育部）修了。
1999年（平成11年）TBS（現：東京放送ホールディングス）に入社後、報道局取材部に配属され報道カメラマンとなる。その後、報道局国際部や報道情報局に所属して報道番組を制作。メディアリテラシー教育プロジェクト「出前授業」を立ち上げ、総務局CSR推進部へ。『余命一ヶ月の花嫁』にてピンクリボン運動、ECO活動などに従事。情報番組のディレクター、プロデューサーを経て、現職。

### 音声AI文字起こしアプリ「もじこ」[4]開発で経済産業大臣賞など５冠
また、開発リーダーとして、テレビ・ラジオ業界で大きな負担となっている「文字起こし（テープ起こし、音声反訳）業務」を人工知能（AI）に肩代わりさせるWebアプリ「もじこ」を開発。音声認識AI技術で自動テキスト化し、変換後のテキストの誤りを即座に人の手で修正できるユニークなテキストエディタ機能があり、世界125以上の地域の言語に対応している。
従来、手間のかかる作業を大幅に軽減化でき、番組スタッフの「働き方改革」に貢献。インターネット環境があれば、誰でもパソコン1台で簡単に業務出来るため、TBS・JNN系列20社で導入されている。
また「もじこ」は、吉積情報株式会社より広く一般向けにサービス提供されている。

この「もじこ」で2019年（令和元年）度に日本民間放送連盟賞と映像情報メディア学会の第47回「技術振興賞」、MPTE AWARDS 2020（日本映画テレビ技術協会）第73回技術開発賞、2020年度（第38回）IT賞(マネジメント領域)、経済産業大臣賞（日本映画テレビ技術大賞）の5つの賞を受賞した。
なお、「もじこ」は2020年8月20日から一般向けにサービスを吉積情報株式会社より開始。。

## 現在の担当番組
- あさチャン!（プロデューサー）
- Find the WASABI!（プロデューサー）

## 過去の担当番組
- サンデーモーニング
- 関口宏の“歴史は繰り返す”
- テレビ報道50年スペシャル 史上初!歴史を揺るがせた大ニュースランキング100
- 参議院選開票特別番組「票決!ライブ2004」
- ウォッチ!
- みのもんたの朝ズバッ!
- 9.11 選挙ズバッ！4時間半ブチ抜き大選挙スペシャル
- 2時っチャオ!
- ドクター月尾 地球の方程式
- 衆院選開票特別番組2009 すべて見せます！最終議席まで
- 参院選開票特別番組2010 すべて見せます! 最終議席まで
- はなまるマーケット
- 情報7days ニュースキャスター（プロデューサー）